# Leonida alle Termopili
Leonida alle Termopili è un dipinto di Jacques-Louis David (1814). Iniziato nel 1800, la sua realizzazione venne interrotta dalle commissioni pittoriche del regime napoleonico per poi essere ripreso infine nel 1814. Il dipinto è attualmente parte delle collezioni del museo del Louvre.

## Storia
Il titolo Leonida alle Termopili, rimanda alla celebre battaglia delle guerre persiane. David ideò l'opera nel 1799 o nel 1800, ma poté dedicarvisi seriamente solo nel 1812 dal momento che le richieste di Napoleone ebbero la priorità su tutto; il quadro venne completato nell'ottobre del 1814. Inizialmente destinata a un privato, il conte Sommariva, l'opera rimase infine nell'atelier dell'artista. Il Louvre l'acquisì nel 1826 (il 17 aprile), dopo la morte del pittore.

## Descrizione
Nel 480 a.C., i persiani tentarono di invadere la Grecia ma vennero obbligati a passare attraverso la stretta gola delle Termopili. Dopo due giorni di combattimenti, i persiani disperavano ormai di riuscire a passare quando Efialte, un traditore greco, indicò loro un sentiero per cogliere i greci alle spalle. Leonida, capo dell'esercito spartano, sbarrò la strada coi suoi 300 uomini all'ondata persiana che avanzava. I 300 spartani si batterono contro 1000 persiani e vennero completamente massacrati ma il loro sacrificio consentì agli ateniesi di preparare un contrattacco adeguato.
Il quadro rappresenta al centro la figura di Leonida, nudo ed armato (scudo rotondo, spada, mantello e elmo in testa) seduto su una roccia, con una gamba ripiegata; a destra, Agide, suo fratellastro, depone una corona di fiori che riporta al tema del sacrificio (vi era anticamente l'uso di compiere dei sacrifici prima della battaglia); Eurito conduce un ilota (schiavo spartiate) che brandisce una lancia. All'estrema destra, un gruppo di spartiati avanza al suono di tromba. I soldati si rivestono delle loro armi e dei loro scudi. A sinistra, un soldato sta incidendo sulla roccia la frase «passant qui va à Sparte, va dire que nous sommes morts pour obéir à ses lois», "Oh tu che passi per andare a Sparta, dì loro che siamo morti per obbedire alle sue leggi" (per il ruolo della scrittura nei dipinti di David, si veda anche Bonaparte valica il Gran San Bernardo, come pure La morte di Marat).
Le decorazioni sono limitate ad elementi naturali (foglie, un albero, delle rocce) ed umani (un tempio dedicato a Ercole sullo sfondo, l'eroe per eccellenza; delle navi persiane in arrivo). Il cielo è scuro in alto e più chiaro in basso.
Leonida è la controparte greca delle Sabine, dipinto delle medesime dimensioni, che presenta una celebre battaglia della leggenda romana, dove la figura di Romolo è disposta esattamente come Leonida con un'armatura leggera. Altro punto in comune tra le due opere è che i dipinti non rappresentano il momento dello scontro, ma un momento precedente di preparazione.

## Contesto
Quest'opera si situa nella carriera del pittore, all'epoca impegnato attivamente per l'impero napoleonico e oscilla quindi tra la pittura ufficiale e quella a soggetto storico. L'opera non è inclusa in una serie precisa, ma è ovvio che faccia da pendant alle Sabine. Luigi XVIII le acquistò entrambe insieme.
Uscita dal contesto della Campagna di Francia e dall'abdicazione di Napoleone, l'opera dovette attendere diverso tempo prima di un'esposizione pubblica. Qualche artista dopo aver visto l'opera disse che chiaramente David si era ispirato alla bellezza dei greci, nazione della bellezza per eccellenza, ed alla figura di Leonida, capo per eccellenza, volendo focalizzare lo spettatore su questi due concetti più che sull'azione bellica vera e propria. Quest'ultima è inoltre l'ultima dipinta da David in Francia prima del suo esilio in Belgio.

## Stile

### Neoclassicismo
L'opera riprende tutti i dettagli descritti nel Viaggio d'Anacaride dell'abate Barthélemy; Leonida è rappresentato in una medaglia antica. La composizione simmetrica mette in rilievo una certa teatralità tra i tre gruppi di personaggi, che si riuniscono nella figura centrale del capo; le espressioni ed i movimenti (soprattutto il soldato in basso a sinistra) rafforzano l'idea della "messa in scena".
David realizzò diversi schizzi, secondo i quali Leonida all'inizio doveva essere rappresentato di tre quarti, coi gruppi ancora più confusi tra loro, con il retro composto prevalentemente da rocce; nel 1813, realizzò una serie di disegni a pastello nero, per giungere infine alla versione definitiva con alcune modifiche: l'albero a destra venne rappresentato con meno foglie del previsto per dare spazio all'idea della carovana in fuga sul retro della scena. La composizione riprendeva inoltre la forma di un fregio all'antica, in orizzontale.
Seguendo questo schema dell'opera, i personaggi sono rappresentati come statue, in particolare Leonida. Il re spartano è rappresentato al centro senza passione, senza movimenti, in attesa statica della morte; egli corrisponde semplicemente all'ideale dell'eroe greco e del nudo virile (nudo eroico). Il tratto è raffinato ed i colori sono raffinati per dare rilevanza ai personaggi, mentre sono più sfumati per le decorazioni. Il contrasto viene rafforzato dalla luce che rischiara i personaggi. I contrasti, le rocce a destra ed a sinistra, come le lance e le corone di alloro danno un valore danno l'idea della preparazione della guerra.

## Un'opera per la gloria di Napoleone o un'opera premonitoria
Leonida viene rappresentato come l'eroe che attende la morte (morte annunciata), ma nel contempo tre guerrieri donano corone di alloro, simboli della vittoria, fatti questi che potrebbero suggerire un parallelismo tra le vittorie e la sconfitta di Napoleone. In entrambi i casi, David non rappresenta nell'opera una sconfitta militare ma una vittoria morale. Nel dipinto dell'incoronazione di Napoleone, i personaggi riprendono le forme statiche delle colonne; al centro si trova la figura dell'imperatore. Qui le linee e le forme convergono verso il centro dove il personaggio centrale è Leonida, capo che va a morire per la libertà del suo paese.
Nel 1814, poco prima di Waterloo, questo dipinto suonò come una premonizione della caduta di Napoleone. Il carattere premonitore dell'opera si esplicò a maggior ragione dopo la seconda abdicazione di Napoleone. Si narra che quando David iniziò a dipingere l'opera ebbe modo di parlarne proprio con Napoleone:
—Sto lavorando al passaggio delle Termopili. 
—Che pena, date torto alle vostre fatiche a lavorare per una pittura tanto vana. 
—Ma, cittadino console, quest'opera rappresenterà le imprese di un eroe morto per la sua patria e, malgrado la sconfitta, riuscì ad impedire infine che i Persiani avessero la meglio sui Greci. 
—Non importa; ci è giunto il solo nome di Leonida, il resto si è perduto nella polvere della storia.»